# マーティン・デンプシー
マーティン・エドワード・デンプシー（Martin Edward. Dempsey、1952年3月14日 - ）は、第18代統合参謀本部議長を務めたアメリカ陸軍の軍人。アメリカ中央軍副司令官（2007年8月 - 2008年3月24日）、アメリカ中央軍司令官代行（2008年3月24日―10月30日）、アメリカ陸軍訓練教義軍団司令官（2008年12月8日 - 2011年4月11日）、第37代陸軍参謀総長（2011年4月11日―2011年9月7日）などのポストを経て、2011年10月1日からは、マイケル・マレン海軍大将の後任として第18代統合参謀本部議長に任命され、2015年9月25日までアメリカ軍制服組のトップを務めた。

## 経歴

### 軍人になるまで
デンプシーは、1952年3月14日に生まれ、ニューヨーク州ゴセンのジョン・S・バーク・カトリック高校で学び、その後ウェストンポイントのアメリカ陸軍士官学校に入学し、1974年に卒業した。デンプシーの士官学校時代の同期生には、デヴィッド・ペトレイアス大将や、ウォルター・シャープ大将、キース・ブレイン・アレクサンダー大将などがいた。その後、アイルランドの文芸復興についての論文を書いて、デューク大学から修士号を取得した。

### 軍人として
デンプシーは、1974年に陸軍士官学校を卒業すると機甲部隊の将校に任命され、尉官として第2機甲騎兵連隊第1大隊第1中隊長を務めた。彼は、第3機甲師団第3旅団の将校として砂漠の盾作戦・砂漠の嵐作戦に参加した。1992年から1995年までドイツのヘッセン州フリードバーグに位置する 第1機甲師団第67装甲連隊第4大隊長を務めた。2003年6月に、第1機甲師団長に任命された。デンプシーが第1機甲師団長だった2005年7月までの中で、2003年6月から2004年7月までの13ヶ月間はイラクでの勤務であった。2007年3月27日に、デンプシーは、中央軍副司令官、フロリダ州のマケディル空軍基地の副司令官などを経て、イラクの多国籍軍の司令官に任命された。2008年2月5日にデンプシーはアメリカ上院の承認を受け大将に昇進し、アメリカ欧州陸軍司令官に任命された。2008年3月11日にアメリカ中央軍のウィリアム・J・ファロン海軍大将が退役したことにより、3月24日にロバート・ゲイツ国防長官から司令官代行に任命された。2008年3月13日からアメリカ第7陸軍の司令官に任命された。2008年12月8日にはアメリカ陸軍訓練教義軍団司令官に任命された。

### 陸軍参謀総長
2011年1月6日にロバート・ゲイツ国防長官は、ジョージ・ケーシー大将の後任として、デンプシー大将を陸軍参謀総長に指名すると発表し、2月8日にバラク・オバマ大統領が第37代陸軍参謀総長に指名した。これを受けて3月15日に上院軍事委員会が上院に対し、デンプシーの第37代陸軍参謀総長への指名に好意的な報告をおこなった。3月16日に上院は全会一致で指名を承認した。4月11日にデンプシーは、フォート・マイヤーズで行われた式典で、第37陸軍参謀総長に就任した。

### 統合参謀本部議長
マイケル・マレン海軍大将が2011年9月に統合参謀本部議長を退任することになり、オバマ大統領は後任の指名に迫られた。当初、副議長のジェームズ・カートライト海兵隊大将を指名しようとしたが、国防総省高官からの反対で、実現しなかった。そんな中オバマ政権の担当者がデンプシーを指名すると2011年5月26日に発表した。8月、デンプシー大将は、マイケル・マレン大将の次の統合参謀本部議長として、満場一致で承認を得て、2011年10月1日に第18代統合参謀本部議長に就任した。2013年6月26日に、オバマ大統領はデンプシー大将の2期目を決め、再指名した。
2013年4月、中華人民共和国及び日本を訪問。4月23日、中国を訪れ習近平国家主席と会見を行ったほか、日本では4月26日、岸田文雄外務大臣に表敬訪問を行った。
2015年3月17日、日本国政府より旭日大綬章を受章。
2015年5月5日、オバマ大統領は9月末にデンプシーが退任すること、任にジョセフ・ダンフォード海兵隊総司令官を指名したことを発表した。デンプシーは9月末をもって退任した。

### 退任後
2018年、ホンジュラスから発生した移民の移動（キャラバン）が発生。アメリカ=メキシコ国境に大規模な軍を動員することに対して「無駄な派遣」とのコメントを行っている。

### 教育
- 1974年　アメリカ陸軍士官学校(学士号)。ニューヨーク州ウェストポイント
- 1984年　デューク大学(修士号)。ノースカロライナ州ダラム
- 1988年　アメリカ陸軍指揮幕僚大学。
- 1995年　国防大学。科学の修士号と国家安全保障の修士号を取得。

## 私生活
デンプシー大将は、高校時代からの恋人である、ディーニーと結婚し、クリス、ミーガン、ケイトリンの3人の子供がいる。いずれもアメリカ陸軍に勤務していた。クリスは現役である。

## 昇進
| 階級章 | 階級       | 年月日        |
| ------ | ---------- | ------------- |
|        | 士官候補生 | 1974年卒業    |
|        | 少尉       | 1974年6月5日  |
|        | 中尉       | 1976年6月5日  |
|        | 大尉       | 1978年8月8日  |
|        | 少佐       | 1985年9月1日  |
|        | 中佐       | 1991年4月1日  |
|        | 大佐       | 1996年9月1日  |
|        | 准将       | 2001年8月1日  |
|        | 少将       | 2004年9月1日  |
|        | 中将       | 2005年9月8日  |
|        | 大将       | 2008年12月8日 |